# MAA (가수)
MAA는 2006년부터 2010년까지 MAR라는 이름으로 MarBell에서 보컬로 활동하다, 해체 이후 솔로로 활동하고 있는 일본의 싱어송라이터이다.

## 생애
MAA는 1986년 1월 25일 요코스카시에서 미군 아버지와 일본인 어머니 사이에서 태어났다.
모델로 활동을 시작하여 Visual Shock라는 TV 프로그램의 쇼 호스트로 활동하였다.

### 2006–2010: MarBell
2006년, MAR라는 예명으로, 츠노다 타카노리와 함께 얼터너티브 록 밴드, MarBell을 결성하고 베이시스트 AZUSA와 드러머 yu-ya를 영입 하여 2008년 5월 14일, 데뷔 앨범 Sister를 발표한다.
이후 MarBell은 2008년 미국 Otakon, 2008년 5월 3일 hide memorial summit 등의 콘서트에 참여하다가 2009년부터 활동을 완전히 중단하고, 결국 2010년 3월 10일 공식 해체되었다.

### 2010년~현재: 솔로
해체 6개월 뒤, MAA라는 이름으로 싱글 Ghost Enemy를 발표하며 데뷔하였다. 2010년 12월 1일 발표된 EP 앨범 Monkey Kingdom은 오리콘 차트 158위를 기록한다. 이후 2011년 7월 21일, 세 번째 싱글 OKay가 발표되어 NTV Happy Music 엔딩 테마곡으로 채택되었고, 2011년 10월 12일 첫 정규 앨범 BubbleMan Engine을 발표했다.

## 출시음반
정규 앨범, EP 앨범
- Monkey Kingdom (2010.12.01) – 오리콘 차트 최고 순위: #158[3]
- BubbleMan Engine (2011.10.12)

싱글
- "Ghost Enemy" (2010.09.22)
- "Ballerina Brain System" (2010.11.18)
- "OKay" (2011.07.20) – NTV Happy Music 엔딩 테마곡

참여
- "Fake Emotion feat. MAA" – The Lowbrows - Emotion (2010.11.24)
- "Ballerina Brain System -Michitomo Remix-" – 컴필레이션 음반 -D&N 10th Anniversary- Soul Works presents Gossip (2010.12.15)
- "Come Again" – m-flo Tribute: Stitch the Future and Past (2011.04.20)
- "Tomorrow @ Your Kingdom" – Celebrity presents Diary (2011.04.30)

MarBell
- Sister (2008.05.14)